# 巴里·菲茨杰拉德
威廉·约瑟夫·希尔兹（英語：William Joseph Shields，1888年3月10日—1961年1月14日）艺名巴里·菲茨杰拉德（Barry Fitzgerald），是爱尔兰电影、电视、舞台男演员。他的演艺生涯长达近四十年，出演的名片包括《育婴奇谭》（1938年）、《归途路迢迢》（1940年）、《青山翠谷》（1941年）、《与我同行》（1944年）、《寂寞芳心》（1944年）、《蓬門今始為君開》（1952年）。他因《与我同行》同时入围奥斯卡最佳男主角和男配角奖，在后一项胜出，促使美国电影艺术与科学学院调整规则，规定演员不能凭单部电影获两项提名。2020年，《爱尔兰时报》在评选该国史上伟大演员之际把把菲茨杰拉德排在第十一。

## 生平

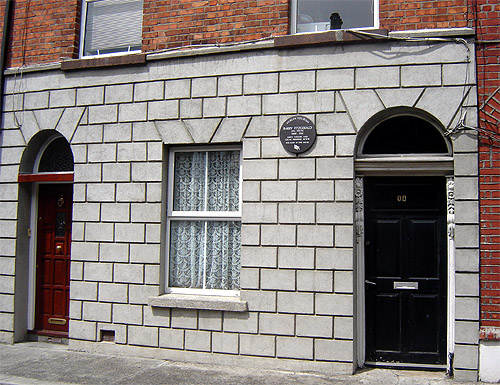
菲茨杰拉德出生地

## 电影年表
| 年份 | 片名             | 角色           | 说明                |
| ---- | ---------------- | -------------- | ------------------- |
| 1924 | 《她父亲的土地》 |                |                     |
| 1930 | 《朱诺和孔雀》   | 演说家         |                     |
| 1935 | 《国宾》         | 被俘的英国军人 |                     |
| 1936 | 《犁与星》       | 弗卢瑟·古德    |                     |
| 1937 | 《落潮》         | 休伊什         |                     |
| 1938 | 《育婴奇谭》     | 戈加蒂先生     |                     |
| 1938 | 《四子复仇记》   | 马尔卡伊       |                     |
| 1938 | 《绝代艳后》     | 街头小贩       | 未列名              |
| 1938 | 《黎明侦察》     | 博特           |                     |
| 1939 | 《太平洋班轮》   | 布里奇斯       |                     |
| 1939 | 《圣徒反击》     | 迪普·戴森      |                     |
| 1939 | 《彻底坦白》     | 迈克尔·奥基夫  |                     |
| 1940 | 《归途路迢迢》   | 卡基           | 与約翰·韋恩共同主演 |

## 扩展阅读
- Alistair, Rupert. .  (softcover) First. Great Britain: Independently published. 2018: 97–100. ISBN 978-1-7200-3837-5.
- Boylan, Henry. . Dublin: Gill and Macmillan. 1999. ISBN 0-7171-2945-4.